# 無価値
無価値（むかち）は、普通の日本語としては価値が存在しないことを意味するが、刑法学においては Unwert （ドイツ語）の訳語であり「マイナスの価値」を意味する用語である。哲学では反価値と訳されている。なお、刑法学においてもこの訳語を用いる学者が関西には多い。
法的にマイナスの価値評価を下されるような性質を意味し、違法性の本質をめぐる議論において用いられる。その分類としては、行為無価値及び結果無価値が代表的だが、志向無価値や遂行無価値、危険無価値などといった概念も用いられる。